# وارنسدورف
وارنسدورف (به لاتین: Varnsdorf) یک منطقهٔ مسکونی در جمهوری چک است که در شهرستان دیه‌چین واقع شده‌است. وارنسدورف ۱۵٬۶۷۴ نفر جمعیت دارد.